# Бранди, Джачинто
Джачинто Бранди (итал. Giacinto Brandi; 1621, Рим — 19 января 1691, Рим) — итальянский живописец эпохи барокко. Работал в основном в Риме и Неаполе.

## Жизнь и творчество
Биографические сведения о художнике крайне скудны. Известно, что Джачинто Бранди родился в Риме. Его отец — художник-декоратор Джованни ди Винченцо — переехал в Рим из Флоренции. Он отдал сына для обучения в мастерскую Алессандро Альгарди, а затем, в 1633 году, в мастерскую Джованни Джакомо Сементи. В 1638 году Бранди Младший уехал в Неаполь, где испытал сильное влияние картин Караваджо. В 1647 году вернулся в Рим, чтобы работать под руководством Джованни Ланфранко, где Бранди подружился с Маттиа Прети. Позже эти два художника часто сотрудничали.
Произведения Джачинто Бранди можно увидеть во многих барочных храмах Рима, включая потолочные фрески церкви Сан-Карло-аль-Корсо (1670—1671), Сан-Сильвестро-ин-Капите, алтарные картины в Сант-Андреа-аль-Квиринале, Санта-Мария-ин-Виа-Лата (1660) для церкви «Святейших стигматов Святого Франциска» («Коронование Девы», 1680), Санта-Мария-ин-Органо в Вероне, фреска на сюжеты «Метаморфоз» Овидия (1651—1653) для Палаццо Памфили на площади Навона и «Мученичество Сан-Бьяджо» (Святого Власия) для церкви Сан-Карло-аи-Катинари и многое другое.
В 1647 году Джачинто Бранди присоединился к Папской Академии виртуозов в Пантеоне (Congregazione dei Virtuosi al Pantheon) в Риме, а в 1651 году был принят в Академию Святого Луки. Некоторые из его работ находятся в Милане, Толедо и Сарагосе.

## Галерея

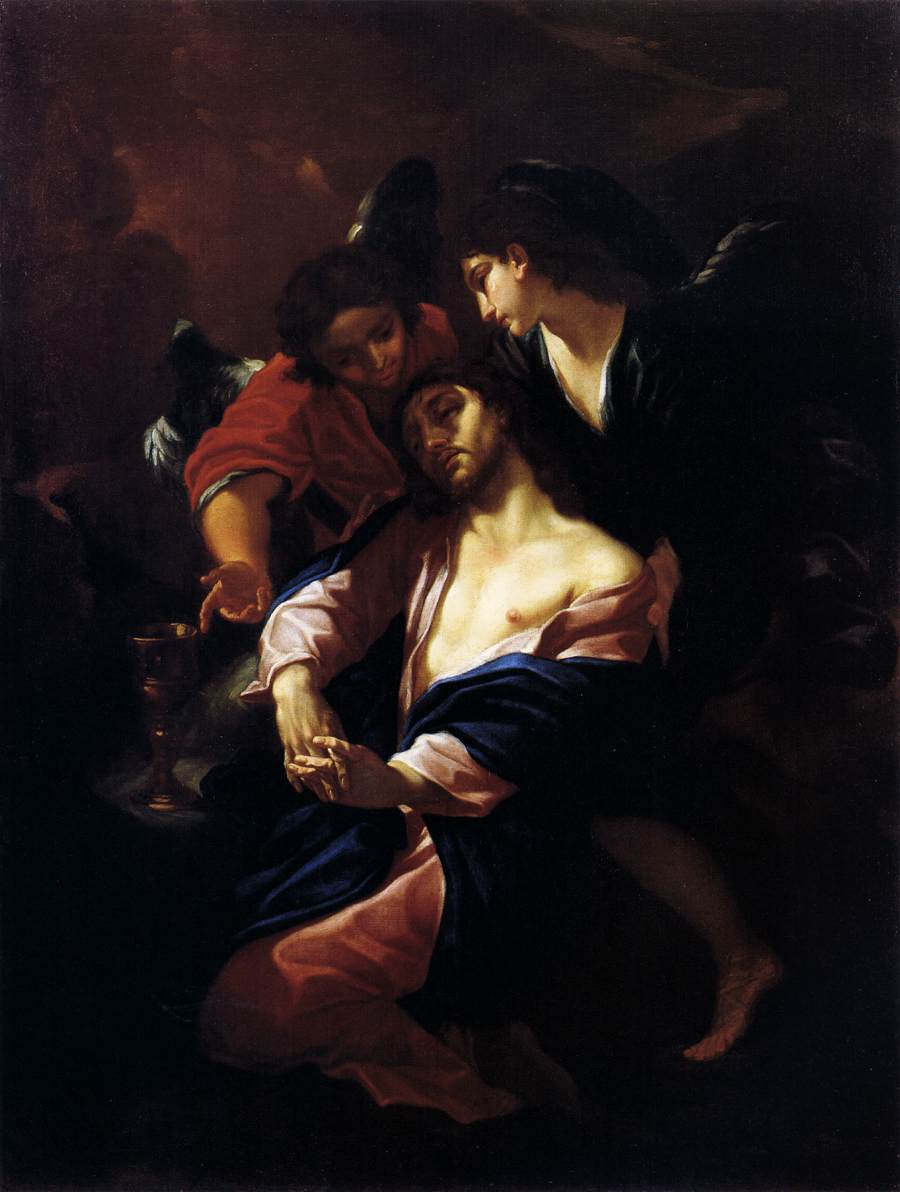
Моление в саду. Ок. 1650. Холст, масло. Пинакотека, Ватикан
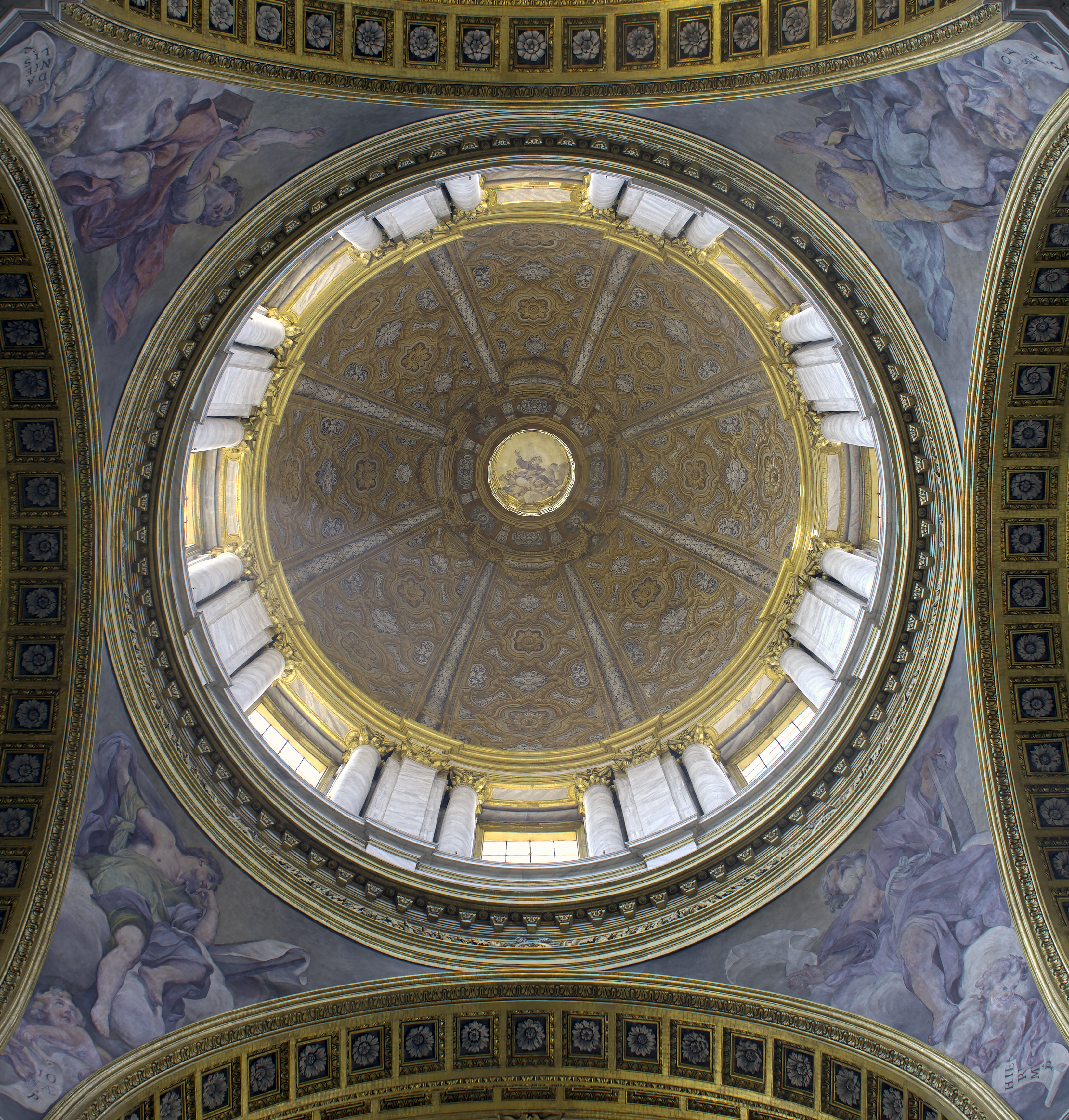
Церковь Сан-Карло-аль-Корсо. Роспись купола и пандативов. 1670–1671
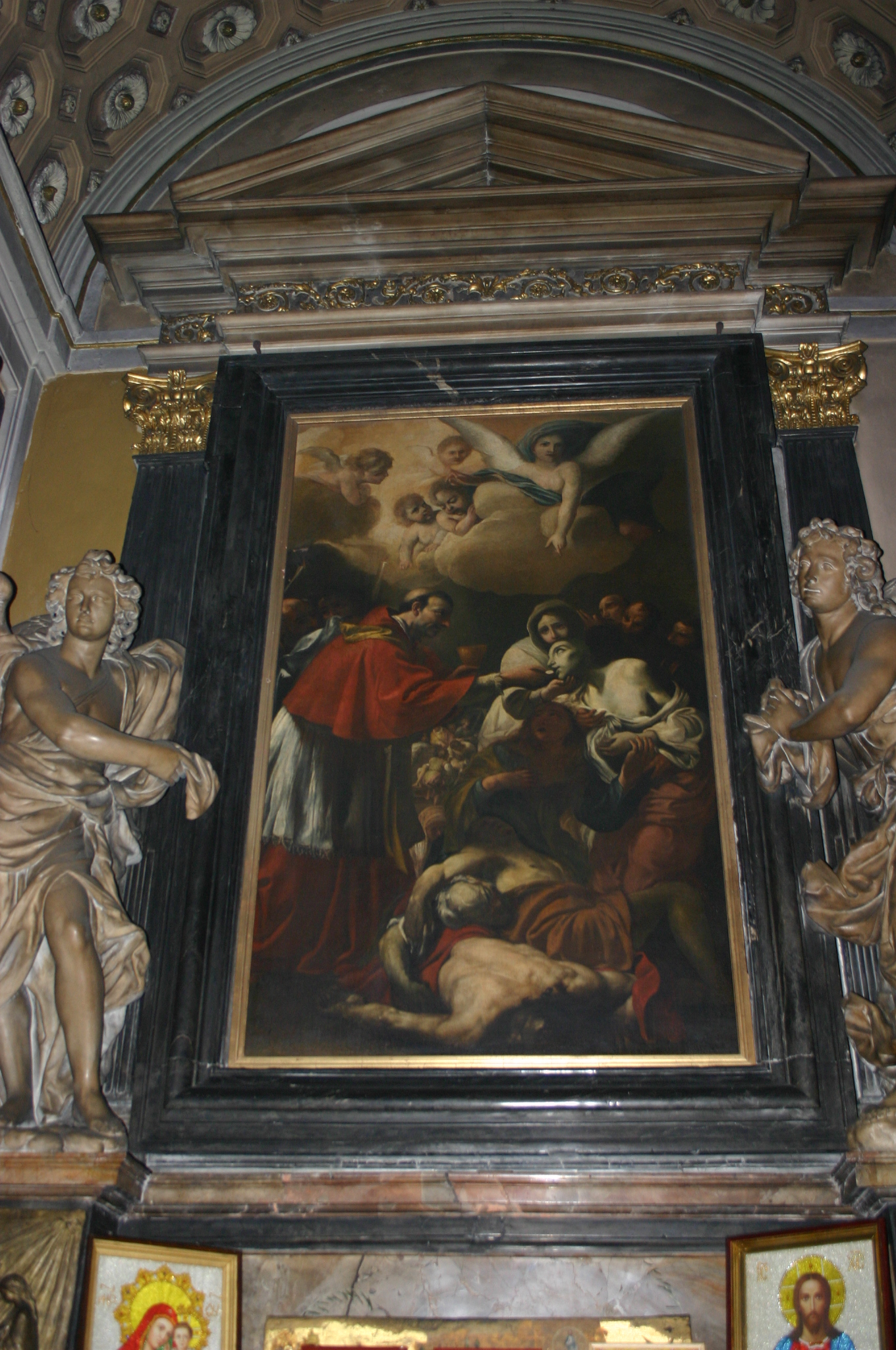
Карло Борромео приносит Святое Причастие жертвам чумы. Холст, масло. Церковь Санта-Мария-делла-Виттория, Рим
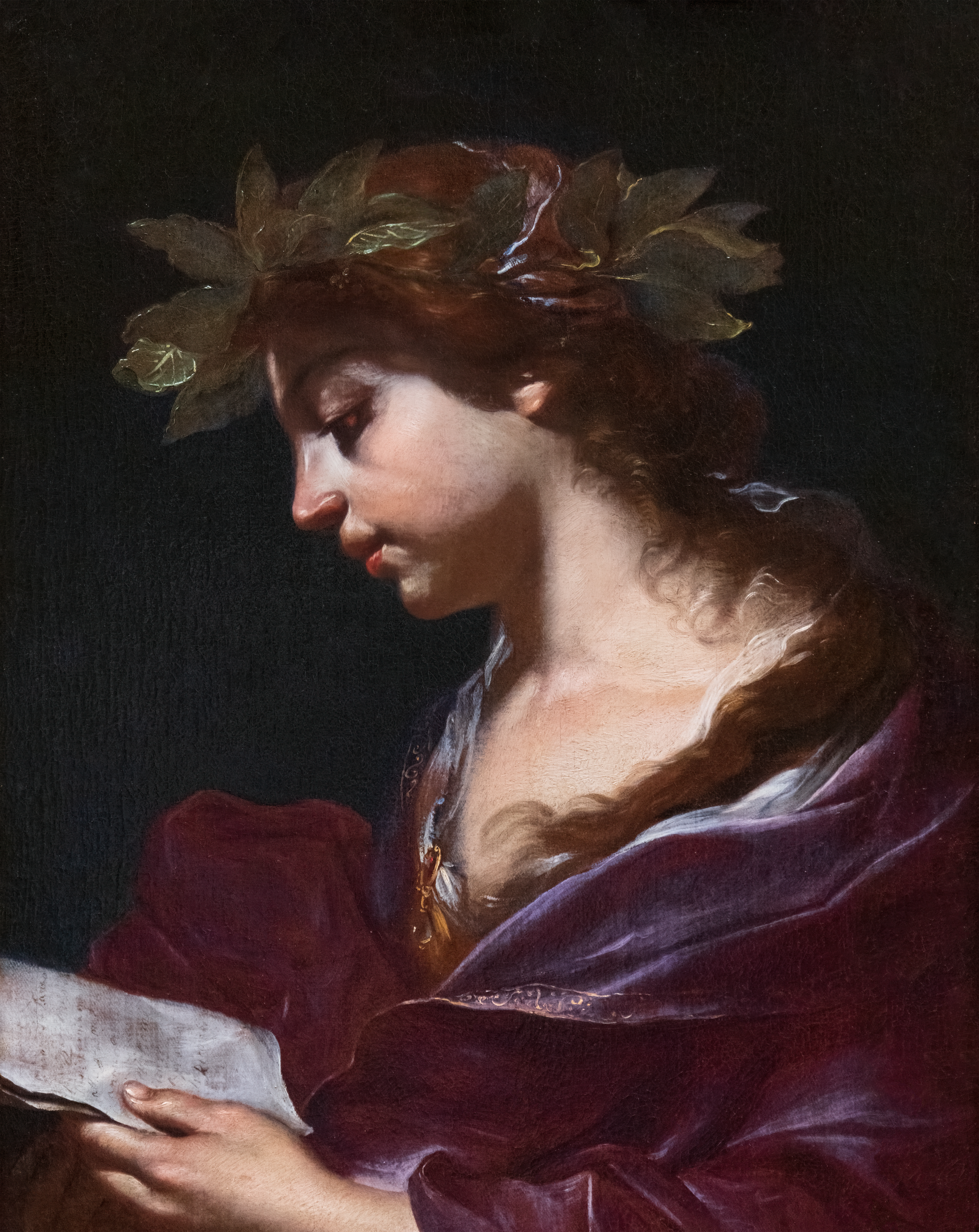
Поэзия. Между 1630 и 1691 гг. Холст, масло. Музей изящных искусств, Нарбонна. Франция
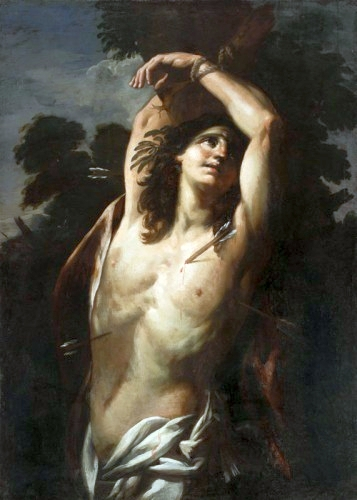
Святой Себастьян. 1650-е гг. Холст, масло. Национальный музей, Варшава
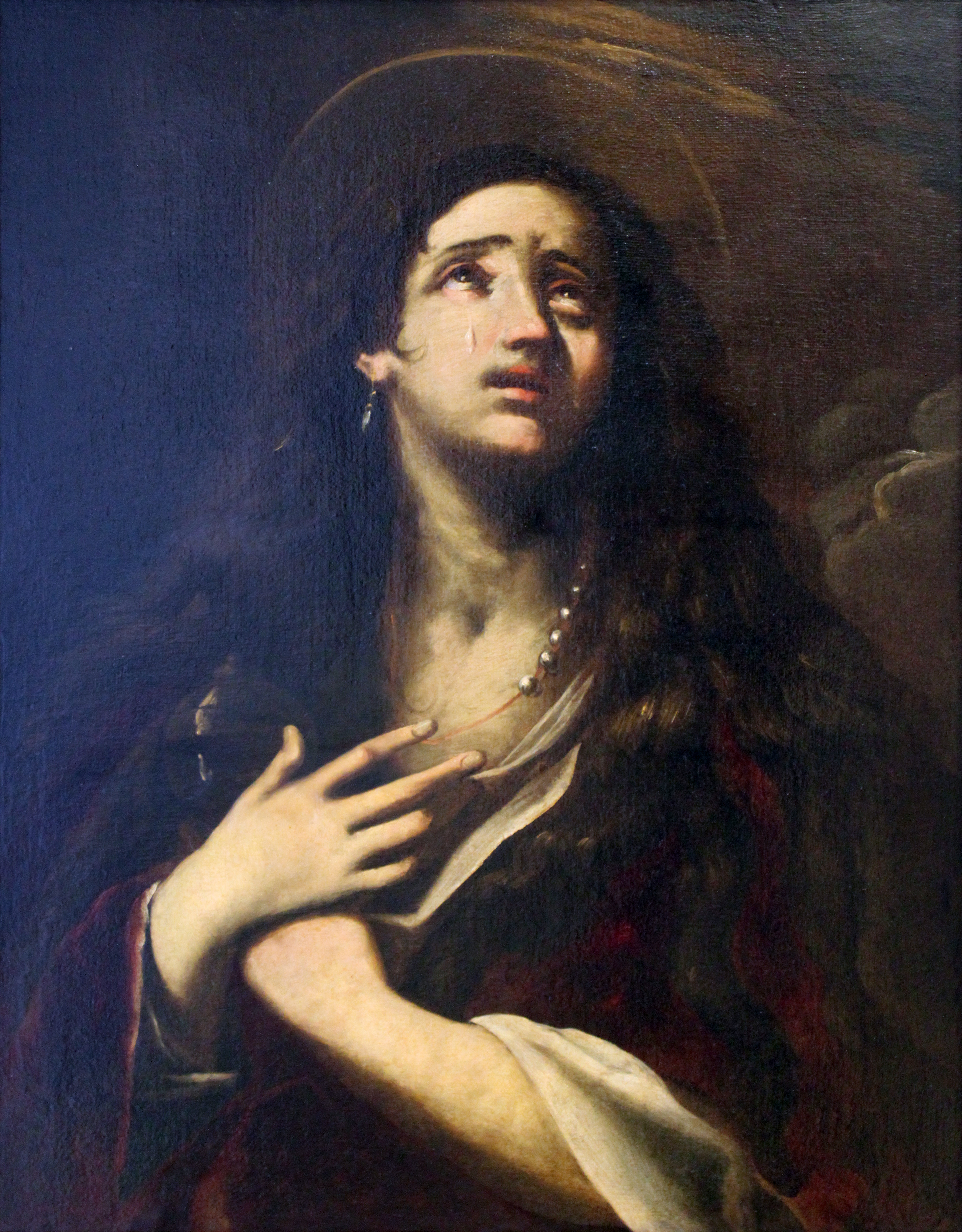
Мария Магдалина. 1670-е гг. Холст, масло. Музей изобразительных искусств, Екатеринбург
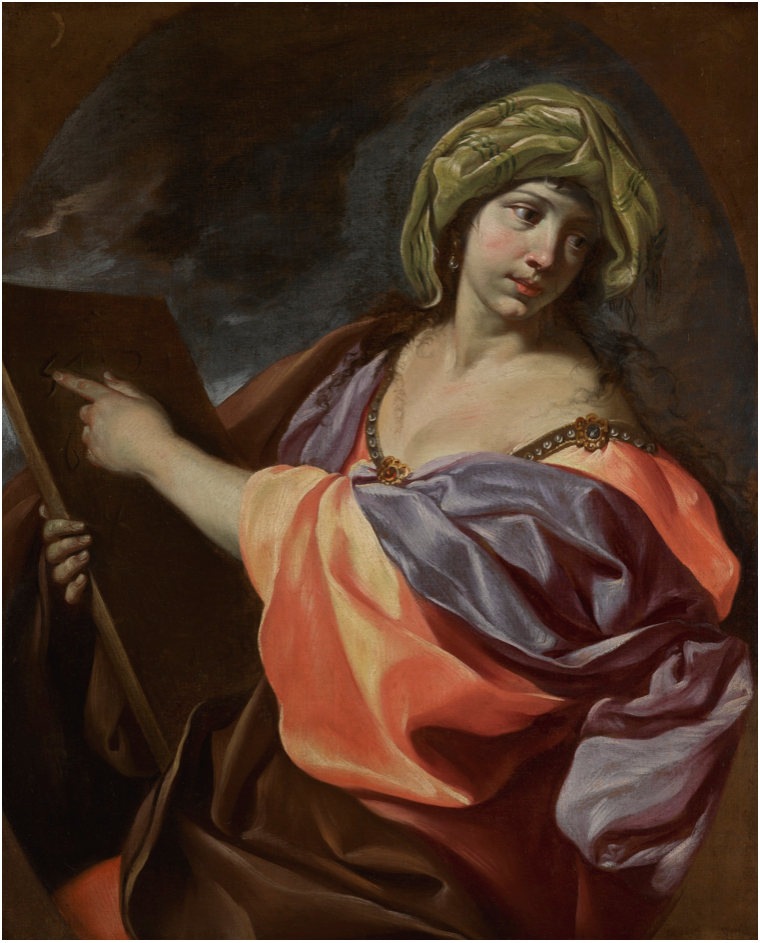
Аллегория математики. 1600-е гг. Холст, масло. Частное собрание